# Parafia św. Kosmy i Damiana w Świątkach
Parafia Świętych Kosmy i Damiana w Świątkach – rzymskokatolicka parafia w Świątkach, należąca do archidiecezji warmińskiej i dekanatu Łukta.
Została utworzona 30 marca 1365.